# Weingartner Liederhandschrift

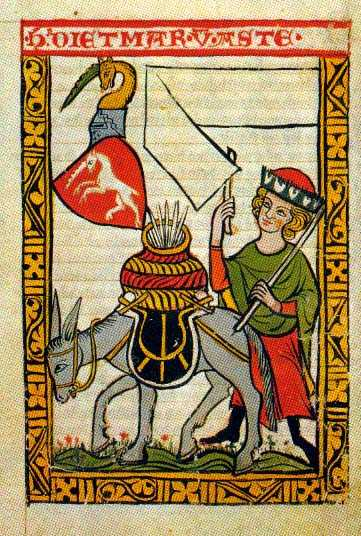
Weingartner Liederhandschrift, S. 28, Miniatur zu Dietmar von Aist.

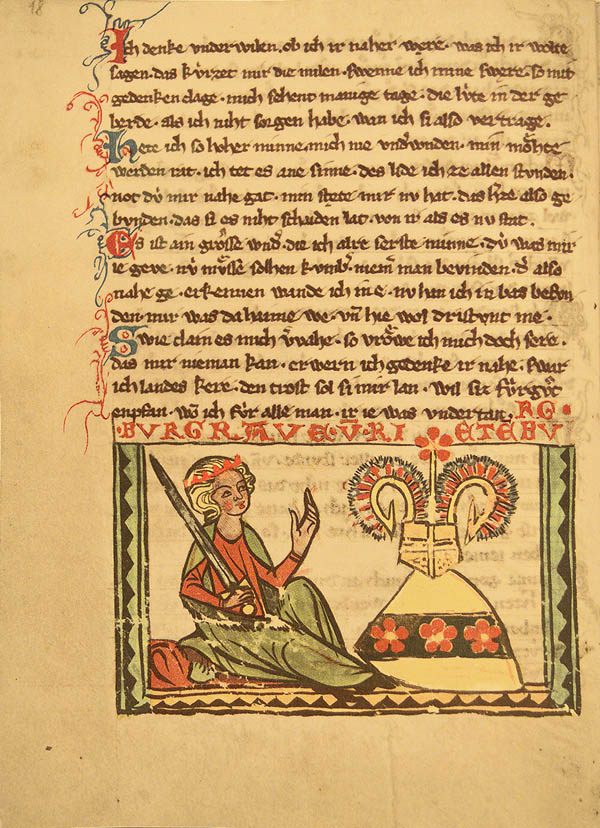
Weingartner Liederhandschrift, S. 18, Text und Miniatur zu Burggraf von Rietenburg.

Die Weingartner Liederhandschrift, seltener Stuttgarter Liederhandschrift, in der Germanistik kurz auch Handschrift B genannt,  ist eine Sammlung von Minnelyrik aus dem frühen 14. Jahrhundert. Ausnahmen sind ein Sangspruch von Walther von der Vogelweide, ein Marien-Lobpreis (der in Handschrift C Gottfried von Straßburg zugeschrieben wird, jedoch nicht von diesem stammt), die Minnelehre des Johann von Konstanz und ein späterer Eintrag von zehn Zeilen auf der letzten Seite. 
Die Weingartner Handschrift gilt neben den anderen beiden oberdeutschen Liederhandschriften, der Großen (Handschrift C) und der Kleinen Heidelberger Liederhandschrift (Handschrift A), als Hauptquelle unserer Kenntnis der Blütezeit des Minnesangs und versammelt alle bedeutenden Lyriker des Hochmittelalters, die zwischen 1170/80 und 1230/40 gewirkt haben. Sie wurde wahrscheinlich zwischen 1310 und 1320 in Konstanz angefertigt.  

## Provenienz
Die Handschrift war möglicherweise ursprünglich Teil der Dombibliothek Konstanz. Als Vorbesitzer der Liederhandschrift wird der Konstanzer Bürgermeister Marx (Markus) Schulthais genannt. Laut datiertem Schenkungsvermerk auf dem Vorsatz wurde der Codex im Jahr 1613 der oberschwäbischen Abtei Weingarten geschenkt. Johann Jakob Bodmer nahm 1780 in das Manuskript Einsicht, 1781 teilte Leonhart Meister zuerst einige Stellen des Texts mit. Heute befindet sich die Handschrift in der Württembergischen Landesbibliothek in Stuttgart unter der Signatur HB XIII 1.

## Beschreibung
Die Handschrift enthält 33 Textblöcke in gotischer Minuskel auf I + 157 Blatt Pergament und wurde von fünf Händen geschrieben. Das Buch ist mit 15 × 11,5 cm sehr kleinformatig. Das Werk wurde von späterer Hand paginiert. Die letzten sieben Seiten und einige Seiten im Corpus sind leer. Die Texte sind auf vorlinierten Blättern ohne Spaltengliederung strophenweise eingetragen (Ausnahme ist hier der Marienlobpreis, S. 229–238). Die Vers-Enden wurden nicht berücksichtigt, nur teilweise durch Reimpunkte markiert.
Es sind 31 Dichtersammlungen, von denen bei 25 nur Autorennamen angegeben und 6 tatsächlich identifizierbar sind. Bei den genannten Autorennamen handelt es sich um mittelhochdeutsche Versdichter vom Ende des 12. bis zur Mitte des 13. Jahrhunderts. Die Sammlung ist in einer hierarchischen Ordnung aufgebaut (Beginn mit Kaiser Heinrich), die sich später zu einer anderen Ordnung formiert.

### Erster Teil (S. 1–170)
Der erste Teil enthält 25 Dichtersammlungen. Die Strophenanfänge sind in rot-blauem Initialwechsel markiert und laufen zum Teil in Schnörkeln aus. Dazu gibt es 25 ganz- und halbseitige Abbildungen der Dichter, die jedoch weniger individuelle Miniaturen (Porträts) als vielmehr typisierte Darstellungen ihres Berufsstandes sind.
Der namentlich nicht bekannte Maler der Dichterporträts wird in der Literatur auch als Meister der Weingartner Liederhandschrift bezeichnet.

### Zweiter Teil
Der zweite Teil beginnt nach sieben leeren Seiten auf Seite 178 mit Wolfram von Eschenbach (ohne Bild) und endet auf Seite 251. Er ist nur teilweise ausgeschmückt. Miniaturen fehlen ganz, stattdessen sind Seiten freigelassen. Die späteren Nachträge ohne Überschriften und Bilder beginnen auf S. 182 mit einer Neidhart-Sammlung. Auf den Seiten 206–228 findet sich das anonyme Lehrgedicht Der Winsbeke / Die Winsbekin, auf den Seiten 229–238, ebenfalls ohne jegliche Namens- und Herkunftsangabe, 36 Strophen eines Marien-Lobpreises und auf den Seiten 240–251 eine Frauenlob-Sammlung.

### Dritter Teil
Der dritte Teil beginnt auf Seite 253 und enthält ein umfangreiches episches Gedicht, eine Minne-Lehre (Der werden minne lere), die in der neueren Forschung Johann von Konstanz zugeschrieben wird. Hier finden sich neue, nur rote Verzierungen der Initialen und einiger weiterer Buchstaben. Die Seiten 306–309 und 311–312 sind leer. Im oberen seitlichen Rand der einzelnen Sammlungen finden sich von späterer Hand hinzugefügt gelegentlich Namen der Autoren.

## Autoren
Die Handschrift führt folgende Autoren auf:
| 1. Kaiser Heinrich 2. Rudolf von Fenis 3. Friedrich von Hausen 4. Burggraf von Rietenburg 5. Meinloh von Sevelingen 6. Otto von Botenlauben 7. Bligger von Steinach 8. Dietmar von Aist 9. Hartmann von Aue 10. Albrecht von Johansdorf 11. Heinrich von Rugge 12. Heinrich von Veldeke 13. Reinmar von Hagenau 14. Ulrich von Gutenburg 15. Bergner von Horheim | 1. Heinrich von Morungen 2. Ulrich von Munegur 3. Hartwig von Raute 4. Ulrich von Singenberg 5. Wahsmuot von Kunzich 6. Hiltbolt von Schwangau 7. Wilhelm von Heinzenberg 8. Leuthold von Seven 9. Rubin 10. Walther von der Vogelweide 11. Wolfram von Eschenbach (ohne Bild und Namensnennung) 12. Neidhart (ohne Bild und Namensnennung) 13. Der junge Meißner (ohne Bild und Namensnennung) 14. Der Winsbeke / Die Winsbekin (ohne Bild und Namensnennung) 15. Frauenlob (ohne Bild und Namensnennung) 16. Johann von Konstanz (ohne Bild und Namensnennung) |